# Reputation Stadium Tour
A Reputation Stadium Tour Taylor Swift amerikai énekes-dalszerző ötödik koncertturnéja volt, amely hatodik stúdióalbuma, a Reputation (2017) népszerűsítésére indult el. Az első, kizárólag stadionokban zajló turnéja 2018. május 8-án kezdődött az arizonai Glendale-ben, és 2018. november 21-én ért véget Tokióban. A turné 53 koncertet tartalmazott, és összesen 7 országot érintett.
A dallista többnyire a Reputation című album dalaiból és Swift más albumainak néhány dalából állt. A színpad kiemelkedő kígyómotívumokat és képeket tartalmazott dekorációként, tükrözve az album koncepcióját és Swift nyilvános arculatát. A főszínpadon egy ék alakú, épülő felhőkarcolóra emlékeztető kijelző volt, és kidolgozott világítással volt felszerelve, két kisebb B-színpadot pedig akusztikus „meglepetésdalok” előadására használtak. A 2018. október 6-i, a texasi Arlingtonban található AT&T Stadionban tartott koncertet felvették, és 2018. december 31-én a Netflixen jelent meg koncertfilmként.
A zenekritikusok szerint a produkció a gót szubkultúrát és a Broadway színháziasságát idézte, dicsérve a színpadképet, a produkciót és a ruhatárat. Dicsérték Swift előadásmódját és a közönséggel való interakcióit, amelyek felemelő, mégis intim élményt nyújtottak. A Reputation Stadium Tour 2,88 millió látogatót vonzott, és 345,7 millió dolláros bevételt hozott, így a turné befejezésekor a legnagyobb bevételt hozó amerikai és észak-amerikai turné lett. A People’s Choice Awards, az American Music Awards és az iHeartRadio Music Awards díjátadókon megkapta Az év turnéja elismerést.

## Kidolgozás
2017 augusztusában a Billboard arról számolt be, hogy Swift a Ticketmaster Verified Fan programját fogja használni, hogy megakadályozza, hogy botok és jegyüzérek jegyeket vásároljanak. A „Taylor Swift Tix” névre keresztelt program lehetővé tette a rajongók számára, hogy a nyilvános árusítás előtt jegyeket vásároljanak azáltal, hogy részt vesznek a boost-tevékenységekben, hogy növeljék az esélyt az elővásárlási belépőkód megszerzésére. 2017. november 13-án Swift menedzsmentje a Ticketmasterrel közösen jelentette be a turné első körös dátumait. A jegyek 2017. december 13-án, Swift 28. születésnapján kerültek a nagyközönség számára elérhetővé.

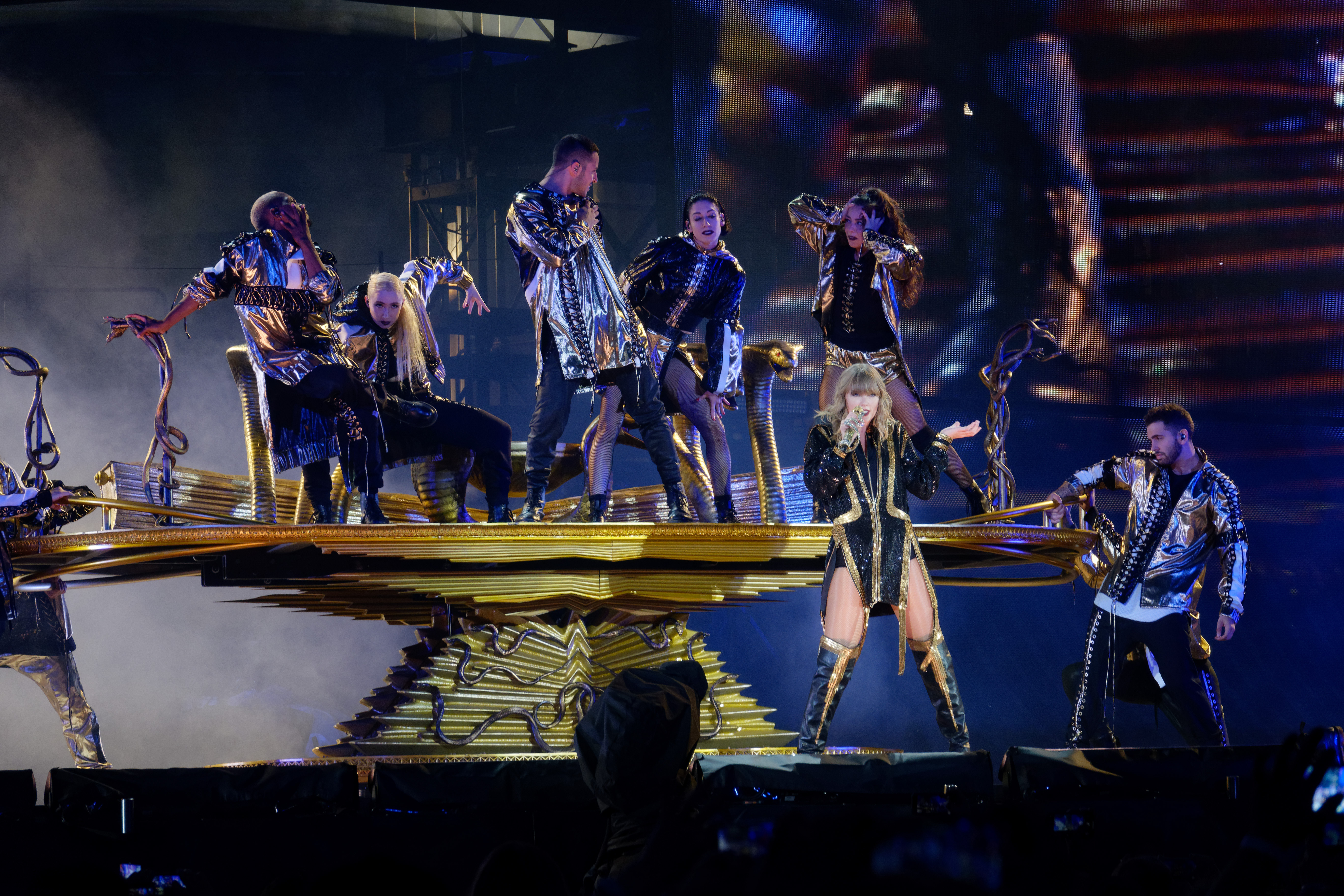
Swift a Look What You Made Me Do című számot adja elő háttértáncosokkal egy arany kígyókkal díszített, mozgó színpadon

November végén Swift koncerteket jelentett be Manchesterben, Dublinban és Londonban. Az elsöprő kereslet miatt mindhárom városba további dátumokat jelentettek be. Továbbá az énekesnő a nagy érdeklődésre való tekintettel az elővételes árusítás megkezdése előtt további koncerteket jelentett be Észak-Amerikában Pasadena, Chicago, East Rutherford, Foxborough, Toronto és Atlanta számára. December 3-án Swift öt dátumot jelentett be Óceániában. 2018 januárjában a nagy kereslet miatt Swift második dátumokat adott hozzá Santa Clarában, Landoverben, Philadelphiában, Minneapolisban és Arlingtonban, valamint harmadik dátumokat East Rutherfordban és Foxborough-ban, így összesen a turné észak-amerikai szakasza már 40 koncertet számlált.
2018. március 1-jén Swift hivatalosan is bejelentette, hogy Camila Cabello és Charli XCX lesznek a Reputation Stadium Tour nyitó fellépői. Cabellót már korábban is feltételezték előzenekarnak, mivel a Never Be the Same Tour koncertjei nem estek egybe Swift turnéjának dátumaival; a portlandi Live 95.5 egy nyereményjátékban is bejelentette őt a 2018. június 22-i, londoni Wembley Stadionban tartandó koncertre egy azóta törölt Twitter-bejegyzésen keresztül, egy nappal azelőtt, hogy Swift megerősítette őt előzenekarként.
2018. május 7-én, egy nappal a turné kezdete előtt az arizonai Glendale-ben Swift 2000 árva- és örökbefogadott gyermeket hívott meg egy zártkörű főpróbára. A következő napon bejelentette, hogy két koncertet ad Tokióban a Fujifilm Instax-szal partnerségben, a nyitó fellépő pedig Charli XCX. Szeptemberben a Broods-t jelentették be a turné óceániai szakaszának előzenekaraként.
A koncertek során Swift „meglepetésdalokat” adott elő egy akusztikus szegmens részeként a különböző koncerteken. A dalok helyszínenként változtak, és Swift régi katalógusából kerültek ki. Egy streaming-exkluzív válogatás lejátszási lista, a Reputation Stadium Tour Surprise Song Playlist 2018. november 30-án jelent meg a digitális zenei platformokon.
Swift Mariah Carey Obsessed és Joan Jett Bad Reputation című dalát használta belépő dalként.

## A koncert összefoglalása
A műsor egy videóval kezdődik, ahol rövid fekete-fehér felvételeket mutatnak Swiftről, miközben különböző emberek beszélnek róla. A videó végén az énekesnő feketébe öltözve lép a színpadra, és előadja a ...Ready for It? című számot. Az előadás alatt a táncosok harcosoknak öltöznek, és minden refrénnél füstoszlopok emelkednek fel a színpadról. Az I Did Something Something Bad című dalt ezután tűzijáték kíséretében adják elő. Ezután Swift a Gorgeous-t adja elő a táncosokkal, majd egy egyveleg következik három slágeréből, nevezetesen a Style-ból, a Love Story-ból és a You Belong with Me-ből.
A második szakasz egy videóval kezdődik, amely az énekesnő néhány klipjének mixét mutatja be, majd egy közeli felvételre tér át az arcáról, amely egy pillanatra mintha rosszindulatú kifejezést öltött volna. Utóbbi végén Swift előbújik a színpad alól, és egy óriási műkobra és egy aranyszínű, műkígyókkal díszített mozgó szerkezet segítségével előadja a Look What You Made Me Do című számot. Taylor és táncosai ezután leereszkednek az állványzatról, hogy előadják az End Game és a King Of My Heart című dalokat, amelyek alatt hatalmas dobok szólalnak meg.
A harmadik részt a Delicate nyitja, amelyet egy fényekkel díszített kis emelvény fölött adnak elő, amely a közönség fölött átrepül, és az énekest az első B-színpadra viszi. Ezt követi a Shake It Off, amelynek során Swifthez Camila Cabello és Charli XCX csatlakozik, a színpadot pedig szivárványos fényekkel árasztják el. A táncosok és a másik két előadó elhagyja a színpadot, gyors jelmezváltásra kerül sor, majd Swift előadja a Dancing With Your Hands Tied című dalt és egy másik meglepetésdal gitárváltozatát. Az énekesnő átvonul a második b-színpadra – általában a tömegen keresztül haladva –, és a Blank Space következik, amelyet kék fények mellett ad elő, valamint a Dress, egy elegáns fekete ruhával, amelyet az énekesnő az előadás végén levesz. A következő dal, a Bad Blood alatt egy kígyócsontváz formájú emelvényen tűnik fel Swift, amely átszállítja az énekesnőt a nagyszínpadra, itt befejezi a Should’ve Said No dalt.
A negyedik felvonást a Don’t Blame Me nyitja, amelynek során az énekesnő egy felhasított szoknyájú ruhát visel. Ezt követően Taylor leül a zongorához, és előadja a Long Live és a New Year’s Day című dalok egyvelegét. A következő számot egy sivatagban forgatott jelenetsor vezeti be. A Getaway Car következik, amely alatt továbbra is ugyanazok a természeti tájak képei jelennek meg a képernyőn, mint korábban.
A koncertet a Call It What You Want (amelynek végén újságokra emlékeztető konfettit lövöldöznek a levegőbe), valamint a We Are Never Ever Getting Back Together és a This Is Why We Can’t Have Nice Things című dalok mash-upja zárja, amelyet bulihangulattal és szökőkútshow-val adnak elő. A dal végén Taylor integet a közönségnek, majd elhagyja a színpadot, miközben tűzijátékot lőnek fel. A So It Goes szól a háttérben, miközben a stadion kiürül.

## A kritikusok értékelései
A médiakiadványok és újságírók elismerően nyilatkoztak a turnéról, és sokan közülük a 2018-as év egyik legjobb turnéjának tartották. A koncerteket dicsérték Swift színpadi személyisége és a közönséggel való intimitása, a sokoldalú setlist és a dalok közötti átmenet, a produkciós érték, a visszafogott előadások és a ruhaválasztás miatt, sok kritikus pedig a gótikus látványt és jelmezeket, valamint a show Broadway-színházi jelleget emelte ki.

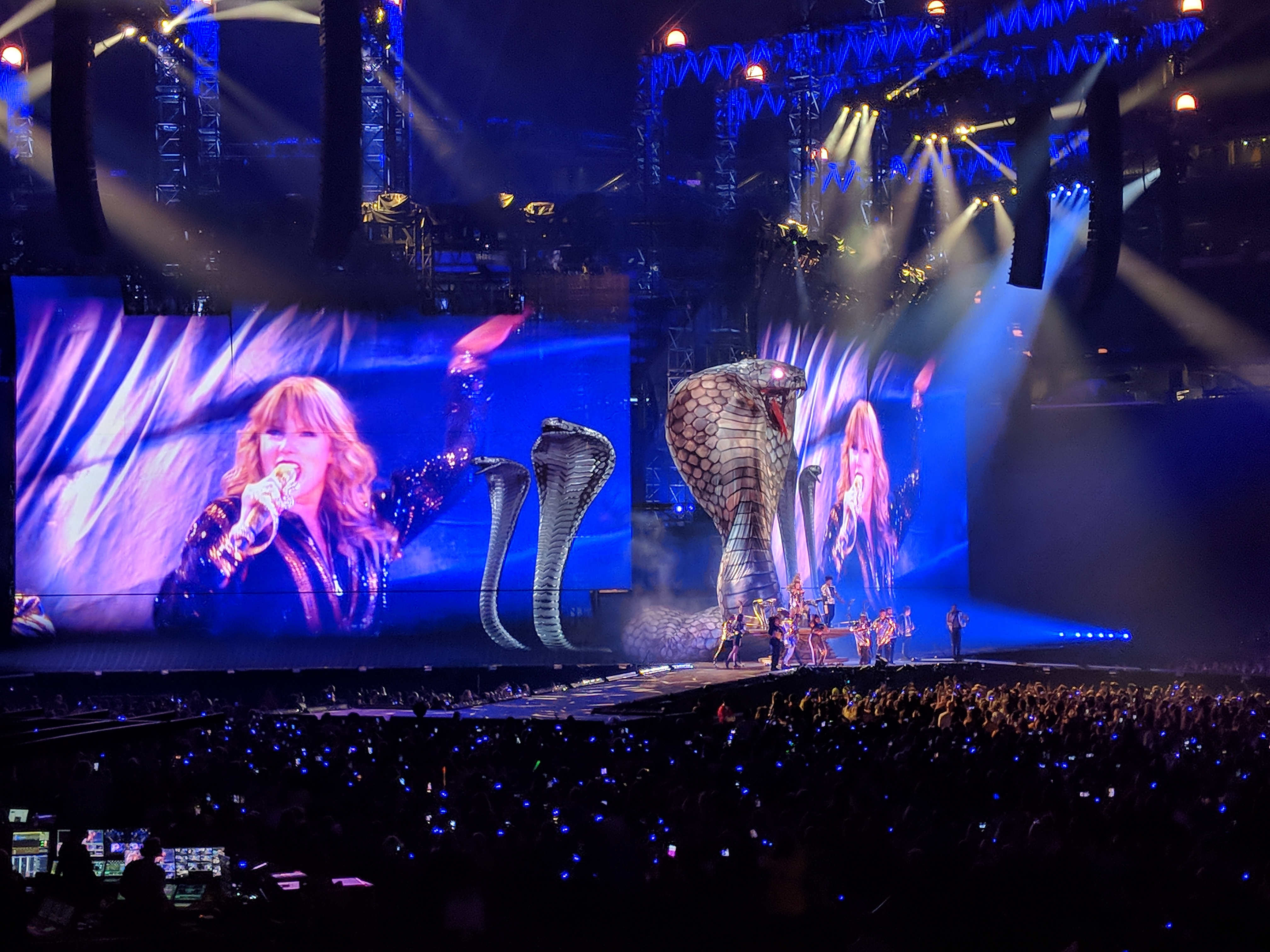
A színpadkép és az arculat kiemelkedő kígyó motívumokat és képeket tartalmazott, hogy tükrözze Swift „kígyóként” kialakult hírnevét

A Stereogum írója, Chris DeVille „hiper-maximalista” turnénak és „egy vándorló zenei Végtelen Háborúnak minősítette, amely exponenciális méretűvé erősít minden extrát a személyiségében”, és hozzátette, hogy úgy tervezték, hogy „a legnagyobb látványosság legyen az egész nyári szórakoztatásban”. A turnét úgy is jellemezte, mint „egy túlméretezett, high-tech Broadway turné produkciót, többnyire óriási soundtrackkel”, és arra a következtetésre jutott, hogy „amikor az ő [Swift] generációjának legnagyobb művészeiről beszélünk, ő kétségtelenül ott van a listán”, és hogy az énekesnő ugyanarra a „ritka” szintre emelkedett, mint a „klasszikus rock istenségek, akik előtte visszhangoztak ezen a helyszínen [a Horseshoe-ban], és képesek a karrierjük végéig megtartani a stadion státuszt”. Rob Sheffield a Rolling Stone-tól a turnét Swift „eddigi legmegdöbbentőbb turnéjának” nevezte, és dicsérte, hogy „egy tömeges áldozás hangulatát” adta, annak ellenére, hogy „a maximális stadion-rockos, káprázatos bombázásra” törekedett. Megfigyelte a rajongók által kedvelt Swift deep cuts akusztikus előadásait, és „egy olyan erőteljes előadásnak titulálta őket, amely az összes különböző Taylort egyazon történet részeként szólaltatta meg”.
Bob Gordon, a The Guardian munkatársa úgy vélte, hogy a ...Ready for It? „megfelelő és meggyőző nyitány”. Úgy vélte, hogy Swift „lenyűgöző belépőt” produkált „emelkedés vagy ereszkedés nélkül, egyszerűen csak kisétált a ragyogó fehér fényben fürdő függöny mögül, egy igazi »most már itt vagyok« pillanatban, ahogy Freddie Mercury is mondta volna”. Roisin O'Connor a The Independent-től öt csillagot adott a turnénak, és dicsérte a setlistet, és azt, ahogyan az „zökkenőmentesen vált át egyik dalból a másikba, a Swift kánonjának legjobb dalaiból összeállítva”. Emellett egy Broadway-showhoz hasonlította a turnét, mert a színpadot „vörös fényekkel árasztották el, és a táncosok a Broadway-show minden pompájával lengtek a trapézról”. Lydia Burgham a The Spinofftól a turné aucklandi koncertjét „színházi, megaprodukcióként határozta meg, amely valahogy a nyers, intim pillanatokra is lecsupaszodik”. A setlistet kommentálva megjegyezte, hogy „minden dal kezdetével a közönség többre vágyott, köszönhetően a zökkenőmentes átmeneteknek”. Burgham kiemelte Swift akusztikus gitár- és zongoraelőadásainak intimitását, amelyek bizonyították, hogy Swift „szerves része maradt énekes-dalszerzői eredetének”. Burgham úgy foglalta össze kritikáját, hogy „talán nincs még egy olyan művész ebben az életben, aki egy esős estén is olyan jól tud kapcsolódni több ezer emberhez, mint Taylor Swift – és ez az a hírnév, amiért emlékezni fognak rá”.

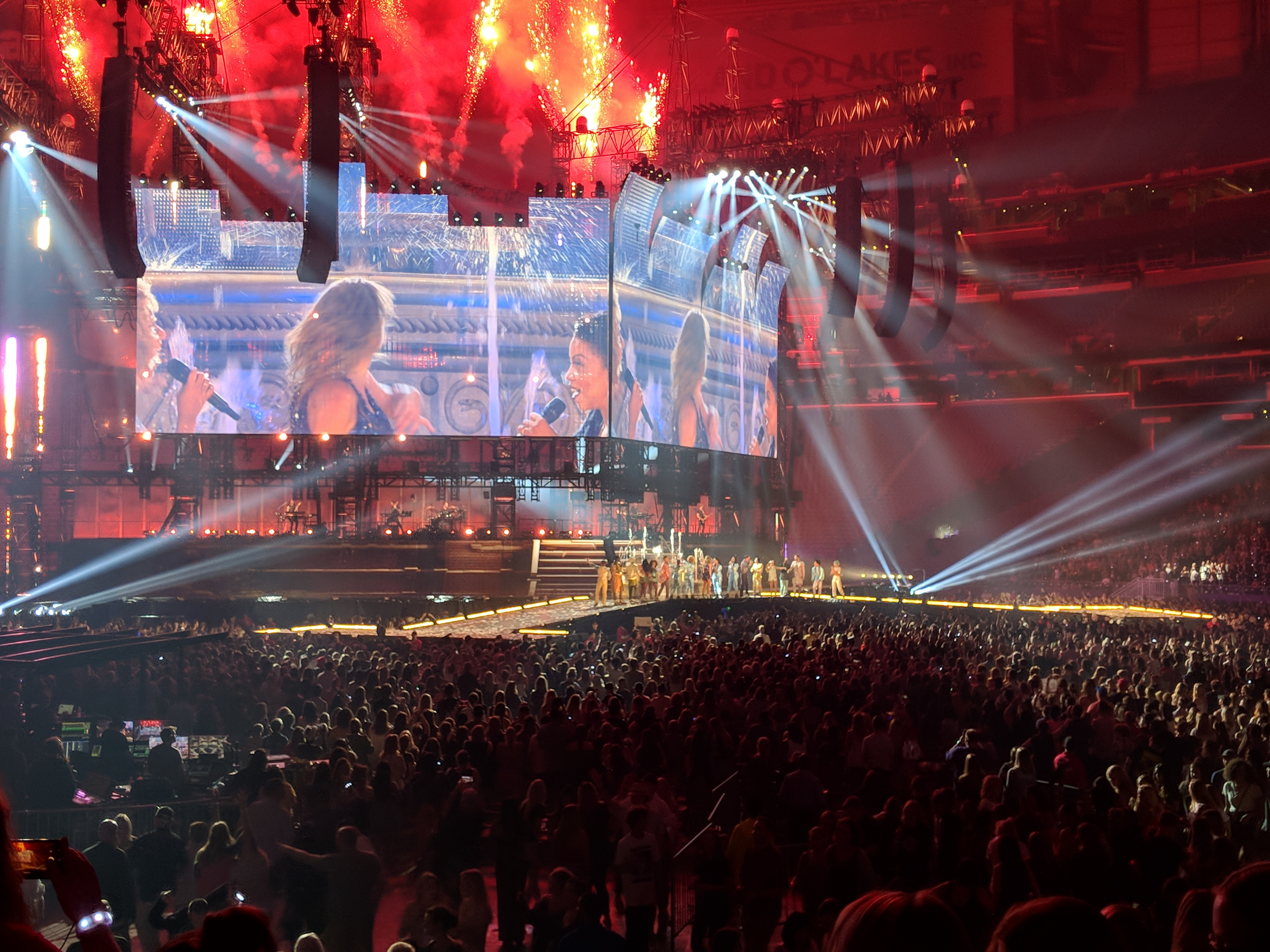
A nagyszínpadon egy mozgatható LED-képernyő volt, amely a különböző dalok alatt függőlegesen és vízszintesen is szétvált

Chris Willman, a Variety munkatársa azt írta, hogy a show „bővelkedett vadságban, különösen az elején”, de a „régi Taylor is ott volt a színpadon... az az álnok Swift, akire két-három bőrrel ezelőttről emlékszünk”, és dicsérte Swiftet, amiért a színpadon töltött két óráját arra használta fel, hogy „kifizetődően átfogó képet fessen”. Willman úgy vélte, hogy a hatalmas produkció ellenére „még mindig nem annyira a sárkányok vagy a védekezés, mint inkább a pop legmegközelíthetőbb szupersztárjának szerethetően komoly jelenléte maradt meg bennünk”. Megjegyezte továbbá, hogy a Dancing With Our Hands Tied akusztikus előadása bizonyította, hogy a Reputation akusztikusan is működik, a „Max Martin-izálás” nélkül. Randy Lewis a Los Angeles Times-tól azt írta, hogy Swift „mesterkurzust adott a modern technológia konstruktív használatából, amely lehetővé tette számára, hogy kivételesen erős kapcsolatot teremtsen és ápoljon egy hatalmas közönséggel”. Kiemelte a világító karkötők használatát, amelyek lehetővé tették, hogy a jelenlévők „inkább érezhessék magukat résztvevőknek, sőt együttműködőknek, mint passzív szemlélőknek”, és nagyra értékelte a színpad „egy épülő felhőkarcolóhoz való hasonlóságát, hat daruszerű szerkezettel, amelyek egy ékszerű vetítővászon fölé nyúltak”. Lewis úgy foglalta össze a koncertet, hogy az „nagyrészt pontosan felépített, kidolgozott produkciót tartalmaz, amely a videovetítésre, a szemkápráztató világításra és pirotechnikára, a koreográfiára és a sztár, a zenekar, az énekesek és a táncosok pontosan összehangolt interakciójára támaszkodik”.
A V magazinnak írt kritikájában Greg Krelenstein kijelentette, hogy Swiftnek „ritka adottsága van arra, hogy a stadionok látványosságából intim környezetet teremtsen”, és az új személyiség, amelyet az énekesnő a Reputation albumcikluson felvett, „kiválóan illeszkedik egy ekkora show-hoz, ahol mindennél is nagyobbnak tűnik”. Úgy vélte, hogy Swift teljes mértékben felölelte hatalmas múltbéli katalógusát, és dicsérte a színpadon való uralmát – „akár gitárt penget, akár táncosok seregét vezeti”, ami azt mutatja, hogy Swift zenei és előadói fejlődése „abszolút sikeres”. Krelenstein arra a következtetésre jutott, hogy a popsztár „minden tekintetben teljesít a megbabonázott és odaadó közönség előtt, újraértelmezve, hogy milyen lehet a modern stadionturné”. Ed Masley a The Arizona Republic-tól azt írta, hogy „Swift előadása során sok olyan pillanat volt, amikor úgy éreztük, mintha a stadion hátsó sorainak játszana, egyszerűen csak közelebb hozva a rajongóit”, miközben megdicsérte a turné produkcióját és Swift kapcsolatát a közönséggel. Jim Harrington a Mercury News-tól azt írta, hogy a Swift énekhangja és előadói képességei az évek során sokat fejlődtek, és hozzátette, hogy „játéka eléggé kerek ahhoz, hogy a show minden különböző aspektusában egyformán kitűnjön”. Chris Tuite, a CBS San Francisco munkatársa azt írta: „Az egyetlen dolog, ami feltűnőbb, mint maga az énekesnő a mostani, jelmezváltásokkal teli látványossága során, azok a hatalmas, gonosz kinézetű kígyók, amelyek szimbolikusan megjelennek a szett során”. Michael Tritsch a 303 magazintól arról áradozott, hogy a turné „új utakat tört, és magasra tette a lécet a jövőbeli stadionturnék számára”, „beégette magát a történelemkönyvekbe”.

## Kereskedelmi teljesítmény

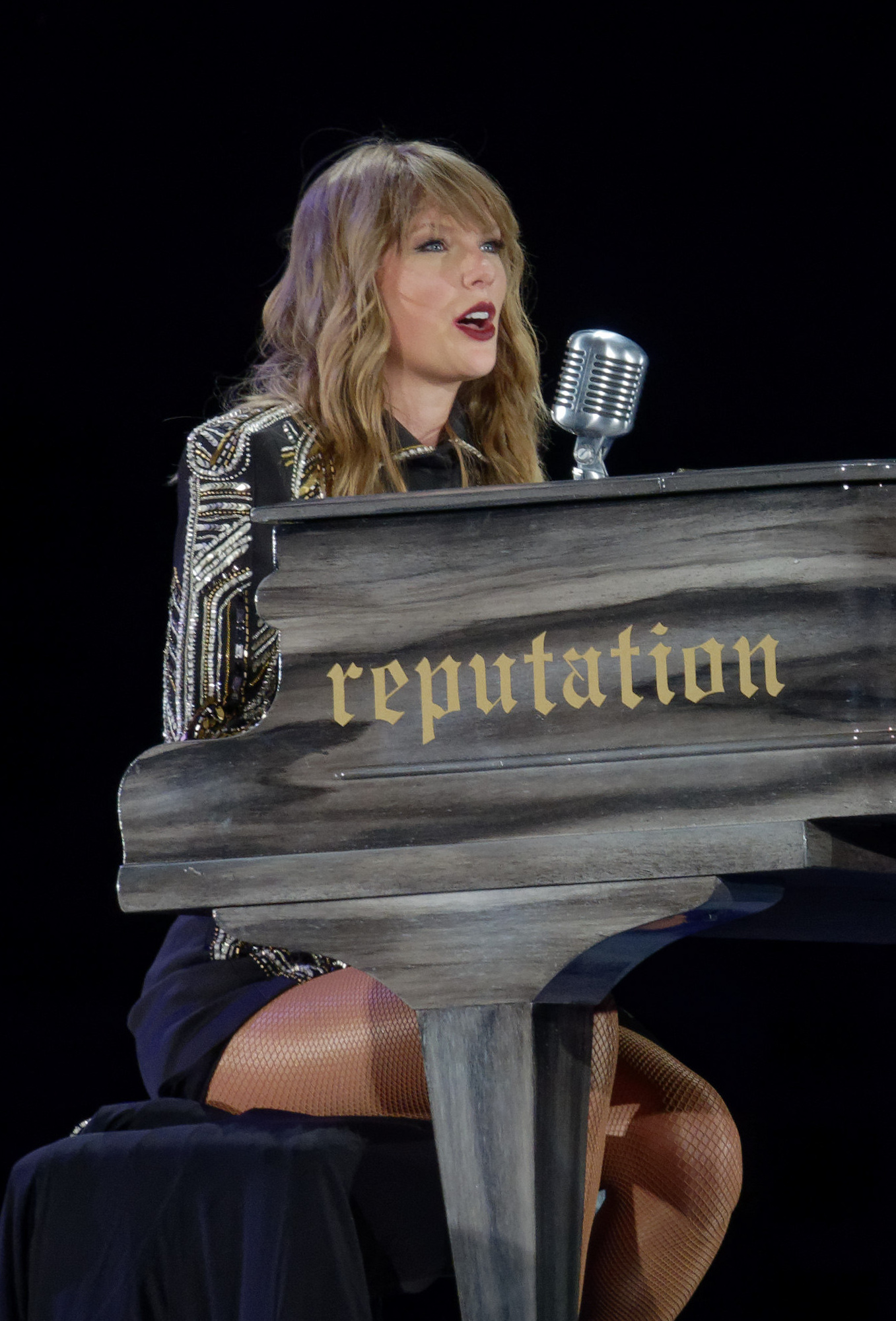
Swift számos jegyeladási és bevételi rekordot döntött meg, többek között a seattle-i CenturyLink Field stadionban (a képen előadás közben)

### Jegyeladások
A Verified Fan platformon keresztül történő négynapos értékesítés és a december 13-án kezdődött háromnapos nagyközönségnek történő értékesítés után a turné csak Észak-Amerikában 33 dátummal már 180 millió dolláros bevételt hozott. A Pollstar a Gridiron Stadium Network – az NFL létesítményeinek konzorciuma, amely együttműködik a koncertek foglalása érdekében – által szolgáltatott adatokról számolt be, amelyek szerint december 18-ig legalább 35 000 jegyet adtak el az útvonal tíz stadionjában. Az eladott jegyek száma a pittsburghi Heinz Field 35 419 darabjától a philadelphiai Lincoln Financial Field 48 039 darabjáig terjedt. A több mint 47 000 eladott jeggyel a jelentések szerint a 2018. május 12-i időpont a Santa Clara-i Levi’s Stadionban közel 9 millió dolláros jegybevételt generált, ami egy további dátum felvételét tette szükségessé.
A StubHub szerint ez volt a legkelendőbb női turné az Egyesült Királyságban 2018-ban.

### Bevétel
A turné első hét koncertje 390 000 eladott jegy mellett 54 millió dolláros bevételt termelt, amivel Swift 2018 júniusában a Billboard Hot Tours listájának élére került. Glendale-ben 59 157, Santa Clarában pedig 107 550 néző előtt lépett fel teltház előtt (két este alatt), ami 7,21 millió, illetve 14 millió dolláros bevételt hozott, míg a pasadenai koncertek együttesen közel 16,3 millió dolláros, Seattle pedig több mint 8,6 millió dolláros bevételt jelentettek. A 2018 júliusában jelentett louisville-i és columbusi koncertek 11,5 millió dolláros bruttó bevételt hoztak, mintegy 115 000 eladott jegy mellett; az utóbbi városban volt a legmagasabb a bruttó bevétel és a legtöbb eladott jegy, mintegy 63 000 jegy és 6,6 millió dollár. Ezek a koncertek az énekesnőt ismét a Hot Tours lista élére juttatták.

### Rekordok

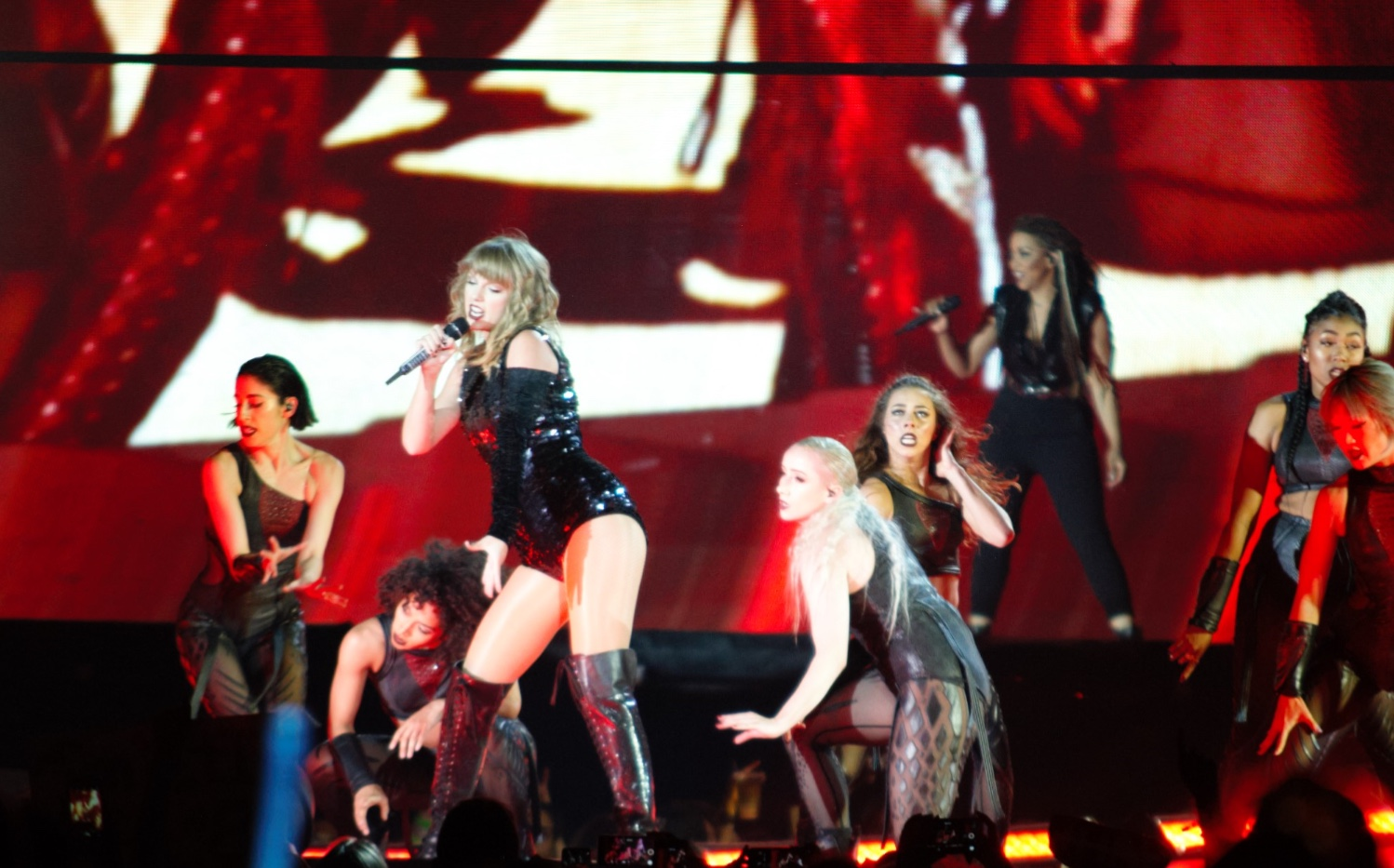
Swift fellépés közben a Sports Authority Field at Mile High stadionban Denverben, Colorado államban, ahol ő volt az első női előadó, aki koncertet adott

A turné több látogatottsági és bevételi rekordot is megdöntött. A University of Phoenix Stadionban tartott nyitó koncert mind bevételi, mind látogatottsági rekordot állított fel, majdnem 2 millió dollárral felülmúlva a Metallica 2017. augusztusi 5,2 millió dollár bevételű koncertjét. Az 59 157 eladott jeggyel Swift a One Direction 2014-es Where We Are turnéján felállított látogatottsági rekordot is megdöntötte 2633 ülőhellyel. A Levi’s Stadionban 107 550 eladott jegyből származó 14 millió dolláros bevételével felülmúlta saját, 2015-ös 1989 World Tourja során felállított bevételi és látogatottsági rekordját. A Rose Bowlban több mint 118 000 rajongó részvételével a két koncertből álló fellépéssorozat 16,2 millió dollárt hozott, és új bevételi rekordot állított fel a helyszínen egyetlen headliner esetében, több mint 467 000 dollárral felülmúlva a U2 2017-es rekordját. Szintén a U2 által korábban felállított bevételi rekordokat megdöntötte a seattle-i CenturyLink Field-en, ahol 2,4 millió dollárral múlta felül a 2017-es Joshua Tree Tour bruttó bevételét, és a denveri Sports Authority Field at Mile High-ban, ahol 1,2 millió dollárral múlta felül a zenekar 2011-ben, a 360° Tour során felállított 6,6 millió dolláros bruttó bevételét.
Swift történelmet írt azzal, hogy ő lett az első női előadó, aki kétszer is a dublini Croke Park headlinere lehetett, a beszámolók szerint 136 000 rajongó részvételével. Hasonlóképpen ő lett az első nő, aki három egymást követő este a MetLife Stadion és a Gillette Stadion színpadán lépett fel önálló előadóként.
A 29. észak-amerikai koncert után a Miami Hard Rock Stadionban a turné 202,3 millió dolláros bevételt hozott a kontinensen (191,1 millió dollárt az Egyesült Államokban és 11,1 millió dollárt Kanadában), ezzel megdöntötte Swift saját rekordját a női előadó legnagyobb bevételt hozó észak-amerikai turnéjaként, amelyet korábban az 1989 World Tour tartott, kevesebb dátummal. A turné végül megdöntötte a The Rolling Stones A Bigger Bang Tourja által felállított összesített rekordot, és ezzel az USA és Észak-Amerika történetének legtöbb bevételt hozó turnéja lett, 266,1 millió dolláros bevétellel, felülmúlva a The Rolling Stones 245 millió dolláros bevételét. A Stones 70 amerikai koncertből érte el akkori rekordját, míg Swift mindössze 38 koncertből. Emellett a Reputation Stadium Tour tartja a 2018-as Guinness-rekordot, mint a női előadó legnagyobb bevételt hozó turnéja.

### Elismerés
Mark Dayton, Minnesota kormányzója (2011–2019) 2018. augusztus 31-ét „Taylor Swift-nappá” nyilvánította az államban, Swift két koncertje (augusztus 31. és szeptember 1.) tiszteletére a minneapolisi United States Bank Stadionban. Megjegyezte, hogy „Taylor Swift személyes és őszinte zenéje révén nemcsak a minnesotaiakat, hanem az embereket szerte a világon feltöltötte és inspirálta, és pozitív hatással van rajongóira az őszinteség, a méltóság, a kiterjedt jótékonysági tevékenység és a jellem erejének példájával”.

## Díjak
| Év   | Esemény, szervezet          | Díj | Eredmény | For.   |
| ---- | --------------------------- | --- | -------- | ------ |
| 2018 | Billboard Live Music Awards | Legjobb amerikai turné                                                                                   | Elnyerte | [ 50 ] |
| 2018 | Billboard Live Music Awards | Legjobb turné                                                                                            | Jelölve  | [ 50 ] |
| 2018 | Billboard Live Music Awards | Kiemelkedő bevételi adat (MetLife Stadion, 2018. július 20–22)                                           | Jelölve  | [ 50 ] |
| 2018 | American Music Awards       | Az év turnéja                                                                                            | Elnyerte | [ 51 ] |
| 2018 | People’s Choice Awards      | Az év koncertturnéja                                                                                     | Elnyerte | [ 52 ] |
| 2018 | Guinness World Records      | Női előadó legnagyobb bevételt hozó zenei turnéja 2018-ban                                               | Elnyerte | [ 53 ] |
| 2019 | Billboard Live Music Awards | Koncert- és marketing promóciós díj (Taylor Swift x Fujifilm Activation for the Reputation Stadium Tour) | Jelölve  | [ 54 ] |
| 2019 | Pollstar Awards             | Legjobb pop turné                                                                                        | Elnyerte | [ 55 ] |
| 2019 | iHeartRadio Music Awards    | Az év turnéja                                                                                            | Elnyerte | [ 56 ] |
| 2019 | Ticketmaster Awards         | Turné mérföldkő díj                                                                                      | Elnyerte | [ 57 ] |
| 2020 | Art Directors Guild Awards  | Varieté, reality vagy versenysorozat                                                                     | Jelölve  | [ 58 ] |

## Dallista
Ez a setlist a 2018. május 8-i, az arizonai Glendale-ben tartott koncertről származik. Nem reprezentálja a turné összes koncertjét.
1. ...Ready for It?
2. I Did Something Bad
3. Gorgeous
4. Style / Love Story / You Belong with Me
5. Look What You Made Me Do
6. End Game
7. King of My Heart
8. Delicate
9. Shake It Off (Camila Cabellóval és Charli XCX-val)
10. Dancing with Our Hands Tied
11. All Too Well
12. Blank Space
13. Dress
14. Bad Blood / Should’ve Said No
15. Don’t Blame Me
16. Long Live / New Year’s Day
17. Getaway Car
18. Call It What You Want
19. We Are Never Ever Getting Back Together / This Is Why We Can’t Have Nice Things

## A turné állomásai
| Dátum (2018)  | Város           | Ország           | Helyszín                            | Felvezető előadó          | Látogatottság                | Bevétel      |
| ------------- | --------------- | ---------------- | ----------------------------------- | ------------------------- | ---------------------------- | ------------ |
| Május 8       | Glendale        | Egyesült Államok | University of Phoenix Stadion       | Camila Cabello Charli XCX | 59 157 / 59 157              | $7 214 478   |
| Május 11      | Santa Clara     | Egyesült Államok | Levi’s Stadion                      | Camila Cabello Charli XCX | 107 550 / 107 550            | $14 006 963  |
| Május 12      | Santa Clara     | Egyesült Államok | Levi’s Stadion                      | Camila Cabello Charli XCX | 107 550 / 107 550            | $14 006 963  |
| Május 18      | Pasadena        | Egyesült Államok | Rose Bowl                           | Camila Cabello Charli XCX | 118 084 / 118 084            | $16 251 980  |
| Május 19      | Pasadena        | Egyesült Államok | Rose Bowl                           | Camila Cabello Charli XCX | 118 084 / 118 084            | $16 251 980  |
| Május 22      | Seattle         | Egyesült Államok | CenturyLink Field                   | Charli XCX                | 56 021 / 56 021              | $8 672 219   |
| Május 25      | Denver          | Egyesült Államok | Sports Authority Field at Mile High | Camila Cabello Charli XCX | 57 140 / 57 140              | $7 926 366   |
| Június 1      | Chicago         | Egyesült Államok | Soldier Field                       | Camila Cabello Charli XCX | 105 208 / 105 208            | $14 576 697  |
| Június 2      | Chicago         | Egyesült Államok | Soldier Field                       | Camila Cabello Charli XCX | 105 208 / 105 208            | $14 576 697  |
| Június 8      | Manchester      | Anglia           | Etihad Stadion                      | Camila Cabello Charli XCX | 77 258 / 77 258              | $6 169 724   |
| Június 9      | Manchester      | Anglia           | Etihad Stadion                      | Camila Cabello Charli XCX | 77 258 / 77 258              | $6 169 724   |
| Június 15     | Dublin          | Írország         | Croke Park                          | Camila Cabello Charli XCX | 133 034 / 133 034            | $8 567 769   |
| Június 16     | Dublin          | Írország         | Croke Park                          | Camila Cabello Charli XCX | 133 034 / 133 034            | $8 567 769   |
| Június 22     | London          | Anglia           | Wembley Stadion                     | Camila Cabello Charli XCX | 143 427 / 143 427            | $12 214 933  |
| Június 23     | London          | Anglia           | Wembley Stadion                     | Camila Cabello Charli XCX | 143 427 / 143 427            | $12 214 933  |
| Június 30     | Louisville      | Egyesült Államok | Cardinal Stadion                    | Camila Cabello Charli XCX | 52 138 / 52 138              | $4 928 219   |
| Július 7      | Columbus        | Egyesült Államok | Ohio Stadion                        | Camila Cabello Charli XCX | 62 897 / 62 897              | $6 606 529   |
| Július 10     | Landover        | Egyesült Államok | FedExField                          | Camila Cabello Charli XCX | 95 672 / 95 672              | $11 396 004  |
| Július 11     | Landover        | Egyesült Államok | FedExField                          | Camila Cabello Charli XCX | 95 672 / 95 672              | $11 396 004  |
| Július 13     | Philadelphia    | Egyesült Államok | Lincoln Financial Field             | Camila Cabello Charli XCX | 107 378 / 107 378            | $11 951 047  |
| Július 14     | Philadelphia    | Egyesült Államok | Lincoln Financial Field             | Camila Cabello Charli XCX | 107 378 / 107 378            | $11 951 047  |
| Július 17     | Cleveland       | Egyesült Államok | FirstEnergy Stadion                 | Camila Cabello Charli XCX | 51 323 / 51 323              | $5 148 757   |
| Július 20     | East Rutherford | Egyesült Államok | MetLife Stadion                     | Camila Cabello Charli XCX | 165 654 / 165 654            | $22 031 386  |
| Július 21     | East Rutherford | Egyesült Államok | MetLife Stadion                     | Camila Cabello Charli XCX | 165 654 / 165 654            | $22 031 386  |
| Július 22     | East Rutherford | Egyesült Államok | MetLife Stadion                     | Camila Cabello Charli XCX | 165 654 / 165 654            | $22 031 386  |
| Július 26     | Foxborough      | Egyesült Államok | Gillette Stadion                    | Camila Cabello Charli XCX | 174 764 / 174 764            | $21 779 846  |
| Július 27     | Foxborough      | Egyesült Államok | Gillette Stadion                    | Camila Cabello Charli XCX | 174 764 / 174 764            | $21 779 846  |
| Július 28     | Foxborough      | Egyesült Államok | Gillette Stadion                    | Camila Cabello Charli XCX | 174 764 / 174 764            | $21 779 846  |
| Augusztus 3   | Toronto         | Kanada           | Rogers Centre                       | Camila Cabello Charli XCX | 100 310 / 100 310            | $11 177 000  |
| Augusztus 4   | Toronto         | Kanada           | Rogers Centre                       | Camila Cabello Charli XCX | 100 310 / 100 310            | $11 177 000  |
| Augusztus 7   | Pittsburgh      | Egyesült Államok | Heinz Field                         | Camila Cabello Charli XCX | 56 445 / 56 445              | $6 230 876   |
| Augusztus 10  | Atlanta         | Egyesült Államok | Mercedes-Benz Stadion               | Camila Cabello Charli XCX | 116 746 / 116 746            | $18 089 415  |
| Augusztus 11  | Atlanta         | Egyesült Államok | Mercedes-Benz Stadion               | Camila Cabello Charli XCX | 116 746 / 116 746            | $18 089 415  |
| Augusztus 14  | Tampa           | Egyesült Államok | Raymond James Stadion               | Camila Cabello Charli XCX | 55 909 / 55 909              | $7 244 264   |
| Augusztus 18  | Miami Gardens   | Egyesült Államok | Hard Rock Stadion                   | Camila Cabello Charli XCX | 47 818 / 47 818              | $7 072 164   |
| Augusztus 25  | Nashville       | Egyesült Államok | Nissan Stadion                      | Camila Cabello Charli XCX | 56 112 / 56 112              | $9 007 179   |
| Augusztus 28  | Detroit         | Egyesült Államok | Ford Field                          | Camila Cabello Charli XCX | 49 464 / 49 464              | $6 597 852   |
| Augusztus 31  | Minneapolis     | Egyesült Államok | U.S. Bank Stadion                   | Camila Cabello Charli XCX | 98 774 / 98 774              | $10 242 024  |
| Szeptember 1  | Minneapolis     | Egyesült Államok | U.S. Bank Stadion                   | Camila Cabello Charli XCX | 98 774 / 98 774              | $10 242 024  |
| Szeptember 8  | Kansas City     | Egyesült Államok | Arrowhead Stadion                   | Camila Cabello Charli XCX | 58 611 / 58 611              | $6 730 138   |
| Szeptember 15 | Indianapolis    | Egyesült Államok | Lucas Oil Stadion                   | Camila Cabello Charli XCX | 55 729 / 55 729              | $6 531 245   |
| Szeptember 18 | St. Louis       | Egyesült Államok | The Dome at America’s Center        | Camila Cabello Charli XCX | 47 831 / 47 831              | $4 884 054   |
| Szeptember 22 | New Orleans     | Egyesült Államok | Mercedes-Benz Superdome             | Camila Cabello Charli XCX | 53 172 / 53 172              | $6 491 546   |
| Szeptember 29 | Houston         | Egyesült Államok | NRG Stadion                         | Camila Cabello Charli XCX | 53 800 / 53 800              | $9 350 275   |
| Október 5     | Arlington       | Egyesült Államok | AT&T Stadion                        | Camila Cabello Charli XCX | 105 002 / 105 002            | $15 006 157  |
| Október 6     | Arlington       | Egyesült Államok | AT&T Stadion                        | Camila Cabello Charli XCX | 105 002 / 105 002            | $15 006 157  |
| Október 19    | Perth           | Ausztrália       | Optus Stadion                       | Charli XCX Broods         | 50 891 / 50 891              | $4 153 658   |
| Október 26    | Melbourne       | Ausztrália       | Marvel Stadion                      | Charli XCX Broods         | 63 027 / 63 027              | $6 755 570   |
| November 2    | Sydney          | Ausztrália       | ANZ Stadion                         | Charli XCX Broods         | 72 805 / 72 805              | $7 686 564   |
| November 6    | Brisbane        | Ausztrália       | The Gabba                           | Charli XCX Broods         | 43 907 / 43 907              | $4 338 127   |
| November 9    | Auckland        | Új-Zéland        | Mount Smart Stadion                 | Charli XCX Broods         | 35 749 / 35 749              | $3 617 593   |
| November 20   | Tokió           | Japán            | Tokyo Dome                          | Charli XCX                | 100 109 / 100 109            | $14 859 847  |
| November 21   | Tokió           | Japán            | Tokyo Dome                          | Charli XCX                | 100 109 / 100 109            | $14 859 847  |
| Totál         | Totál           | Totál            | Totál                               | Totál                     | 2 888 922 / 2 888 922 (100%) | $345 675 146 |

## Lásd még
- A legjövedelmezőbb női turnék listája

## Fordítás
Ez a szócikk részben vagy egészben  a   Reputation Stadium Tour című angol Wikipédia-szócikk ezen változatának fordításán alapul.  Az eredeti cikk szerkesztőit annak laptörténete sorolja fel. Ez a jelzés csupán a megfogalmazás eredetét és a szerzői jogokat jelzi, nem szolgál a cikkben szereplő információk forrásmegjelöléseként.